# Banesto
Banesto foi o quinto maior banco espanhol fundado em 1 de maio de 1902, atuava em Banco de varejo e Banco comercial,
O Grupo Santander detinha 88,4% do banco e tinha sua sede em Madrid, Espanha.
Em 2009 tinha 1.770 agências bancarias e mais de 8.900 empregados.

## Fim do Banco
Em 17 de dezembro de 2012 o Santander anunciou que iria acabar com a marca Banesto que todas as agências do banco passaria a usar a marca Santander, a integração foi concluida em maio de 2013 e a marca Banesto foi totalmente extinta, as ações do banco que eram cotadas na bolsa de Madrid foram integradas com as ações do Grupo Santander.